# レーズンイリムシパンサンショウガイモドキ
レーズンイリムシパンサンショウガイモドキ（レーズン入り蒸しパン山椒貝擬き）はサンショウガイモドキ科に分類される巻貝の一種。6mm前後の小型の貝で、インド太平洋の浅海に分布する。和名は、レーズン入りの蒸しパンのようなサンショウガイモドキの意で、和名が非常に長いことでも知られる。学名は未詳。

## 分布
インド太平洋：
- 日本（紀伊半島[2]、小笠原諸島、奄美諸島以南[3]）
- サモア諸島[4]？
- ペルシア湾[5]

## 形態

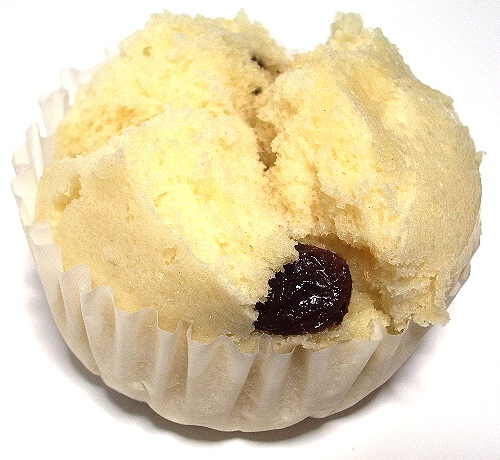
（参考画像）レーズン入りの蒸しパン

成貝は殻高殻径とも6mm前後で、棘のないサザエを小さくしたような形をしている。殻表には太く顕著な螺肋と、これに直角に交わる縦肋とがある。これらの肋の交点は結節して鈍い突起となることがあり、肋間は窪んで四角い小窓が並んだような彫刻を形成する。
螺肋は通常6本で、第1螺肋は螺層上面に、第2-第3螺肋は周囲に、第4-第6螺肋は殻底に位置する。このうち第2-第3螺肋が最も強く、ほぼ同じ強さで2本の周縁角を形成する。またこの第2-第3螺肋の間が十分に広く垂直面となるため、殻の全形に箱形のような印象を与えている。殻の地色は乳白色で、黒褐色もしくは赤褐色の斑点が不規則に現れ、その配色等がレーズン入りの蒸しパンに似るとされるが、これらの色斑の出方には変異がある。軸唇に歯状突起はない。
蓋は角質多旋型の円形。
軟体部の詳細は不明。

## 生態
潮間帯から潮下帯の岩の下などに生息し、ヤドカリ類に背負われた貝殻が採取されることもある。

## 分類

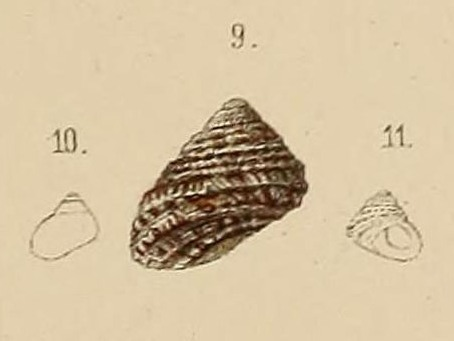
イボサンショウガイモドキ H. pauperculum のタイプの図

属
レーズンイリムシパンサンショウガイモドキは、殻口の軸唇に歯状突起がないことからカゴサンショウガイモドキ属 Vaceuchelus Iredale, 1929 に分類される。Vaceuchelus はサンショウガイモドキ属 Euchelus Philippi, 1847の亜属とされることがあり、本種が日本で初めて報告された時にもそのように扱われたが、21世紀初頭では独立の属とするのが一般的である。
種名
本種の種名（種小名）は下記のように angulatus や foveolatus や pauperculus （イボサンショウガイモドキ）などに同定された例がある。しかしどの種とも完全には一致しないため、日本での報告例では種名未詳とされている。それぞれの例を以下に記す。
- 種名未詳とする例（本項はこの例に従っている）

日本産のものは1995年に小笠原諸島の父島から報告されたのが最初で、レーズンイリムシパンサンショウガイモドキという長い和名もその際に新称された。併記された和名の表意表記は「raisins入り蒸し麺麭擬山椒貝」となっている。このときの学名は Euchelus (Vaceuchelus) sp. （”カゴサンショウガイモドキ亜属の1種”の意）と亜属までの分類に留まり、種の分類に関しては既存の種に分類されるのか、あるいは未記載種（新種）であるのかは明らかにされなかった。しかし少なくとも日本産の既知種には該当するものがないとして和名のみが新たに与えられ、本州中部以南に見られる類似種のイボサンショウガイモドキとは、螺肋が強く殻が厚いことなどから明らかに別種である旨が記述された。

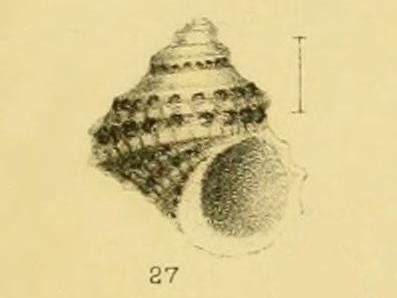
V. angulatus のタイプの図

- foveolatus もしくは angulatus とする例

ペルシア湾のものは、1979年と1984年に Euchelus foveolatus (A. Adams, 1851)  として報告された。しかし foveolatus はその原記載中で殻口内に歯があると記され、1979年に選定・図示されたレクトタイプにも軸唇に歯状突起があるため、軸唇に歯状突起のないレーズンイリムシパンサンショウガイモドキとは特徴が一致しない。このアラビア産のものは後に誤同定であったとして Vaceuchelus angulatus (Pease, 1868) に修正された。しかし angulatus の原記載には白色と記されているだけで、レーズンイリムシパンサンショウガイモドキを特徴づける色斑は記載文にも図にも全く表現がなく、angulatus の特徴もまたレーズンイリムシパンサンショウガイモドキとは十分に一致しない。
- pauperculus とする例

貝類研究者のセルノホルスキー（Cernohorsky）は、著書中にレーズンイリムシパンサンショウガイモドキに一致する特徴をもった種を Euchelus pauperculus の名で図示し、メラネシアでは稀だが日本では普通種であると述べている。その上で本種の分布はサモア諸島から日本に至る太平洋およびインド洋で、潮間帯や潮下帯に生息すると解説した。E. pauperculus すなわち Herpetopoma pauperculum (Lischke, 1872) は日本の東京湾周辺域をタイプ産地とし、本州中部以南の潮間帯岩礁に見られる普通種としてイボサンショウガイモドキの和名で知られているが、イボサンショウガイモドキとレーズンイリムシパンサンショウガイモドキとは殻の彫刻や殻質などが異なることは、上述のとおりレーズンイリムシパンサンショウガイモドキの日本初の報告の際に指摘されている。したがってセルノホルスキーの記述内容には少なくとも2種が混同されており、かつ生息環境などに関する記述は実際に図示されているレーズンイリムシパンサンショウガイモドキに関するものである、という可能性も高い。

## 人との関係
特に知られていない。